# Brienomyrus
Brienomyrus es un género de pez elefante africano de la familia Mormyridae endémico de Angola, Benín, Camerún, Congo, Costa de Marfil, Guinea Ecuatorial, Gabón, Ghana, Liberia, Mali, Nigeria, Senegal, Sierra Leona y Togo.
De acuerdo a su morfología, puede agruparse dentro del grupo de «lucios del río Nilo» —junto al Mormyrops, Hippopotamyrus, Marcusenius, Petrocephalus y Pollimyrus— que tienen pequeñas barbas. Además, al igual que los restantes géneros de su familia, poseen un cerebelo —o mormyrocerebellum— de gran tamaño, con un cerebro de tamaño proporcional al cuerpo comparable al de los humanos, relacionándose probablemente con la interpretación de señales bio-eléctricas.
De acuerdo a la IUCN, el estado de conservación de algunas de sus especies pueden catalogarse en la categoría de «menos preocupante (LC o LR/lc)».

## Especies
- Brienomyrus adustus (Fowler, 1936)
- Brienomyrus brachyistius (T. N. Gill, 1862)
- Brienomyrus eburneensis (Bigorne, 1991)
- Brienomyrus longianalis (Boulenger, 1901)
- Brienomyrus niger (Günther, 1866)
- Brienomyrus tavernei Poll, 1972